# Oriole cul-noir
Icterus wagleri
Espèce
Répartition géographique
Statut de conservation UICN

 LC  : Préoccupation mineure
L’Oriole cul-noir (Icterus wagleri) est une espèce d'oiseau de la famille des ictéridés qu’on retrouve au Mexique et en Amérique centrale.

## Systématique
Deux sous-espèces sont reconnues :
- I. w. castaneopectus Brewster, 1888 : occupe le centre et le nord-ouest du Mexique.
- I. w. wagleri P. L. Sclater, 1857 : occupe le sud du Mexique et l’Amérique centrale

## Distribution
L’Oriole cul-noir se retrouve au Mexique, au Guatemala, au Honduras et au Nicaragua.  En dehors de la saison de nidification, il effectue parfois des migrations erratiques qui le conduisent au-delà de son aire de nidification.

## Habitat
Il fréquente les forêts clairsemées, les étendues de fruticées, la végétation riparienne des cours d’eau asséchés des milieux désertiques, les associations de chênes et de genévriers et de chênes et de pins, les fourrés de pins et les forêts de chênes.  On le voit aussi dans les zones agricoles, telles les plantations de café.

## Nidification
Le nid est un panier peu profond un peu en forme de hamac suspendu souvent à une feuille de bananier ou de palmier.  Les œufs sont au nombre de trois.  Le Vacher bronzé parasite parfois le nid.